# Luciano Mecacci
Luciano Mecacci (Livorno, 27 novembre 1946) è uno psicologo italiano, già professore ordinario di psicologia generale presso la Facoltà di Psicologia dell'Università degli Studi di Firenze.

## Biografia
Dopo aver conseguito la maturità classica al Liceo Torquato Tasso di Roma, si è laureato in filosofia all'Università degli Studi di Roma "La Sapienza" nel 1970. Dal 1971 al 1986 è stato ricercatore dell'Istituto di Psicologia del CNR di Roma. Dal 1977 al 1995 ha insegnato a "La Sapienza" dove ha ricoperto anche l'incarico di direttore del Dipartimento di Psicologia (1992-1995). Ha lavorato nell'Istituto di Psicologia di Mosca, nel campo della psicofisiologia e della storia della psicologia russa (il libro Cervello e storia uscì nel 1977 con la prefazione di Aleksandr R. Lurija); nel Laboratorio di Neurofisiologia del CNR di Pisa sotto la direzione di Lamberto Maffei, con il quale scrisse il libro La visione. Dalla neurofisiologia alla psicologia (1979); e nel Laboratorio di Psicologia Sperimentale di Parigi.
Dal 1991 al 1996 è stato consulente per l'Organizzazione delle Nazioni Unite presso l'Istituto Internazionale delle Nazioni Unite per la Ricerca sul Crimine e la Giustizia (UNICRI) di Roma. Dal 1995 al 2009 ha insegnato presso la Facoltà di Psicologia dell'Università degli Studi di Firenze, ateneo presso il quale ha ricoperto anche la carica di Prorettore (1998-2006). Nel 2009 ha lasciato l'insegnamento universitario per dedicarsi esclusivamente agli studi.
Il 28 ottobre 2011 è stato nominato Presidente dell'Accademia di Belle Arti di Firenze, carica dalla quale si è dimesso il 18 febbraio 2012.
Fa parte della redazione di varie riviste, tra cui European Yearbook of the History of Psychology; Journal of Russian and East European Psychology, e Culture and Education. È socio dell'Associazione Italiana degli Slavisti (AIS). È membro della Academia Europaea/Academy of Europe.
Alcuni suoi libri sono stati tradotti in inglese, olandese, persiano, portoghese, russo, spagnolo e tedesco.

## Contributi
I suoi studi riguardano principalmente la psicofisiologia cognitiva e la storia della psicologia, con particolare riferimento alla psicologia russa. Studioso dell'opera di Vygotskij, ha curato nel 1990 la prima traduzione mondiale integrale dal russo del libro Pensiero e linguaggio.
Negli ultimi anni si è dedicato in particolare a ricerche di carattere storico. Ha studiato il contesto politico e intellettuale fiorentino nel quale maturò l'esecuzione di Giovanni Gentile il 15 aprile 1944 (la monografia relativa ha vinto il Premio Viareggio-Rèpaci - saggistica del 2014; e il Premio Acqui Storia - sezione storico-scientifica del 2014). Il libro ha suscitato un'ampia discussione.
Successivamente al libro sul fenomeno e la tragedia dei besprizornye (bambini russi orfani o abbandonati) che, a centinaia di migliaia, vagavano affamati e vestiti di stracci per la Russia tra gli anni '20 e '30 del Novecento, ha scritto sul rapporto conflittuale tra l'intellettuale e il Potere, prendendo come riferimento storico la morte improvvisa per avvelenamento nel dicembre 1927 di Vladimir M. Bechterev dopo aver incontrato Stalin al Cremlino.

## Riconoscimenti
- 1993 - Premio G.F. Minguzzi, Università degli Studi di Bologna, per le ricerche di psicologia
- 2005 - Università "Ricardo Palma" di Lima, laurea honoris causa
- 2014 - Premio Viareggio Rèpaci - saggistica (per il libro La Ghirlanda fiorentina e la morte di Giovanni Gentile).
- 2014 - Premio Acqui Storia - sezione storico-scientifica del 2014 (per il libro La Ghirlanda fiorentina e la morte di Giovanni Gentile).
- 2020 - Premio Gli Asini (per il libro Besprizornye. Bambini randagi nella Russia sovietica, 1917-1935).
- 2020 - Premio Letterario Internazionale Casinò di Sanremo Antonio Semeria (menzione speciale della Giuria per il libro Besprizornye. Bambini randagi nella Russia sovietica, 1917-1935 con la motivazione "per la drammatica testimonianza, tra le pieghe della Contemporaneità, di un'infanzia violata e perduta, disvelata attraverso un'analisi oggettivata e partecipata").
- 2021 - Premio Carlo Levi - saggistica (per il libro Besprizornye. Bambini randagi nella Russia sovietica, 1917-1935).
- 2022 - Premio Firenze (per il libro Besprizornye. Bambini randagi nella Russia sovietica, 1917-1935).

## Selezione di opere

### In italiano
- Luciano Mecacci, (a cura di), La psicologia sovietica 1917-1936, Roma, Editori Riuniti, 1974. ISBN 9788835911265.
- Luciano Mecacci, Cervello e storia. Ricerche sovietiche di neurofisiologia e psicologia, pref. di A. R. Lurija, Roma, Editori Riuniti, 1977. ISBN 9788835911265.
- Lamberto Maffei, Luciano Mecacci, La visione. Dalla neurofisiologia alla psicologia, Milano, EST Mondadori, 1979.
- Luciano Mecacci, Identikit del cervello, Roma-Bari, Laterza, 1984. ISBN 9788842047834.
- Luciano Mecacci, Introduzione, in I. Kant, Lezioni di psicologia, Roma-Bari, Laterza, 1986, pp. 1–29. ISBN 9788842027430.
- Luciano Mecacci, Storia della psicologia del Novecento, Roma-Bari, Laterza, 1992. ISBN 9788842041177.
- Luciano Mecacci, La psicologia e la psicoanalisi nella cultura italiana del Novecento, Roma-Bari, Laterza, 1998. ISBN 9788842055822.
- Luciano Mecacci, Psicologia moderna e postmoderna, Roma-Bari, Laterza, 1999. ISBN 9788842057840.
- Luciano Mecacci, Il caso Marilyn M. e altri disastri della psicoanalisi, Roma-Bari, Laterza, 2000. ISBN 9788842066354.
- Luciano Mecacci (a cura di), Manuale di psicologia generale, Firenze, Giunti, 2001. ISBN 9788809022591.
- Luciano Mecacci, Introduzione alla psicologia, Roma-Bari, Laterza, 2008. ISBN 9788842043768.
- Luciano Mecacci, Manuale di storia della psicologia, Firenze, Giunti, 2008. ISBN 9788809030787.
- Luciano Mecacci, Fondamenti di psicologia, Roma-Bari, Laterza, 2010. ISBN 9788842094036.
- Luciano Mecacci, La psicologia: Una scienza controversa Archiviato il 3 febbraio 2014 in Internet Archive., In C. Pogliano e F. Cassata (a cura di), Storia d'Italia. Annali 26. Scienze e cultura dell'Italia unita, Torino, Einaudi, 2011, pp. 681–704. ISBN 9788806195380.
- Luciano Mecacci, Dizionario delle scienze psicologiche, Bologna, Zanichelli, 2012. ISBN 9788808098610.
- Luciano Mecacci, Psicologia, psichiatria e psicoanalisi, In Enciclopedia italiana di scienze, lettere ed arti. Il contributo italiano alla storia del pensiero. Ottava appendice, Roma, Istituto della Enciclopedia Italiana, 2013, pp. 497–507.
- Luciano Mecacci, La Ghirlanda fiorentina e la morte di Giovanni Gentile, Milano, Adelphi, 2014.  ISBN 9788845928772.
- Luciano Mecacci, I GAP a Firenze (dicembre 1943 - luglio 1944). La relazione «ufficiale» delle attività svolte: il testo originario e le «versioni rivedute e corrette», «Quaderni di storia», n. 83, 2016, pp. 179-230.
- Luciano Mecacci, Lev Vygotskij. Sviluppo, educazione e patologia della mente, Firenze, Giunti, 2017.  ISBN 9788809840942.
- Luciano Mecacci, Storia della psicologia. Dal Novecento a oggi, Roma-Bari, Laterza, 2019. ISBN 9788859300489.
- Luciano Mecacci, Besprizornye, Bambini randagi nella Russia sovietica (1917-1935), Milano, Adelphi, 2019. ISBN 9788845933981.
- Luciano Mecacci, Dante on mind and brain, «Cortex», 138, 2021, pp. 356-364.
- Luciano Mecacci, La narrativa inglese sulla Resistenza a  Firenze. L'intelligence britannica e i silenzi su Giovanni Gentile, «Quaderni di storia», n. 94, 2021, pp. 85-140.
- Luciano Mecacci, Lo psicologo nel Palazzo. Il caso Bechterev-Stalin. Con una novella di Lion Feuchtwanger, Venezia, Palingenia, 2024. ISBN 9791281765023.

### In altre lingue
- (EN)  Luciano Mecacci, Brain and history: The Relationship between Neurophysiology and Psychology in Soviet Research, preface by A. R. Luria, New York, Brunner/Mazel, 1979. ISBN 9780876302187.
- (ES)  Luciano Mecacci, Radiografia del cerebro, Barcelona, Ariel, 1985. ISBN 8434410397.
- (DE)  Luciano Mecacci, Das einzigartige Gehirn, Frankfurt/Main, Campus, 1986. ISBN 3593339277.
- (NL)  Luciano Mecacci, Signalement van het brein, Amsterdam, Boom, 1985. ISBN 9060096371.
- (PT)  Luciano Mecacci, Conhecendo o cerebro, Sao Paulo, Nobel, 1987. ISBN 8521304900.
- (DE)  Luciano Mecacci, Der Fall Marilyn Monroe, Munchen, Btb, 2004. ISBN 9783442731107.
- (RU)  Luciano Mecacci, Случай Мэрилин М. и другие провалы психоанализа, Moskva, Smysl', 2004. ISBN 5893571878.
- (EN)  Luciano Mecacci, Freudian Slips: The Casualties of Psychoanalysis from the Wolf Man to Marilyn Monroe, An Rudha (Scotland), Vagabond Voices, 2009. ISBN 9780956056016.
- Luciano Mecacci, مغز و تاریخ: نسبت میان پی‌کردشناسی و روان‌شناسی در پژوهش شوروی (Cervello e storia. La relazione tra psicologia e neurofisiologia nella ricerca sovietica), Tehran, Nash-r Now, 2024. ISBN 9786004904018.
- (RU)  Luciano Mecacci, Беспризорные: бродячее детство в Советской России (1917–1935), Sankt-Peterburg, Limbakh, 2023. ISBN 978-5-89059-499-0.
- (RU) Артур Кронфельд, Дегенераты у власти, под редакцией Лучано Мекаччи и Александра Эткинда, ЭКСМО, Москва, 2023. ISBN 978-5-04-188773-5.

### Articoli e saggi
- Luciano Mecacci, Anton Yasnitsky (2011). Editorial Changes in the Three Russian Editions of Vygotsky's Thinking and Speech (1934, 1956, 1982): Towards Authoritative and Ultimate English Translation of the Book. PsyAnima, Dubna Psychological Journal, 4(4), 159-187

- Luciano Mecacci, La psicologia russa e le scienze psicologiche e psichiatriche in Italia nella seconda metà del Novecento, su utoronto.ca, 2005. URL consultato il 2 luglio 2009 (archiviato dall'url originale il 24 febbraio 2008).